# Vrtoglavica zanosa
Vrtoglavica zanosa (COBISS) je pesniška zbirka Gregorja Podlogarja, izšla je leta 2002 pri Centru za slovensko književnost. 

## Vsebina
Zbirka je razdeljena na pet oštevilčenih, a nenaslovljenih sklopov, ki skupaj tvorijo celoto. Povezuje jih bivanjska tematika. Vsaka od skupin pesmi je nekakšna ilustracija postaj, na katerih se je znašel lirski subjekt, ki je obtičal sredi eksistencialne krize, ta pa je posledica občutka nemoči v odnosu do pretirano materialistične, čustveno razvrednotene in katastrof polne evropske družbe. Rešitev iz nastale situacije vidi v odhodu v Indijo, v kateri vidi popolno nasprotje Evrope. 